# 다비드 데 헤아
다비드 데 헤아 퀸타나(스페인어: David de Gea Quintana, 스페인어 발음: [daˈβið ðe ˈxea kinˈtana] ( 듣기) 1990년 11월 7일 ~ )는 스페인의 축구 선수로, 포지션은 골키퍼이다. 현재 이탈리아 세리에 A의 피오렌티나에서 뛰고 있다.

## 클럽 경력

### 아틀레티코 마드리드
아틀레티코 마드리드 유스에 속해있던 데 헤아는 스페인 프로 축구 2부 리그인 세군다 디비시온에 속한 아틀레티코 마드리드 B에서 프로 선수 생활을 시작했다. 2009년 9월 30일 당시 19살의 나이로 FC 포르투와의 UEFA 챔피언스리그 경기 중에 부상을 당한 로베르토와 교체 투입되었으며, 그로부터 3일 후 홈구장에서 있었던 레알 사라고사와의 경기에서 프리메라리가에 데뷔했다. 데 헤아는 전반 19분 상대편에 페널티킥을 허용했으나 마르코 바비치의 페널티킥을 선방하였고 아틀레티코 마드리드는 그의 선방에 힘입어 2-1 승리를 거머쥐었다.
데 헤아는 인테르나치오날레 밀라노와 맞붙었던 2010 UEFA 수퍼컵 결승전에서 디에고 밀리토의 페널티킥을 막는데 성공, 팀의 2-0 승리와 수퍼컵 우승에 큰 공헌을 하였고 강한 인상을 남기며 2010-11 시즌을 시작했다.

### 맨체스터 유나이티드

#### 2011-12 시즌
2011년 6월 29일, 데 헤아는 맨체스터 유나이티드FC와 5년 계약을 맺었다. 그의 이적료 1,800만 파운드는 유벤투스의 잔루이지 부폰이 기록한 3,260만 파운드에 이은 기록이다.
8월 27일에 치른 맨체스터 시티와의 FA 커뮤니티 실드 경기에서 그는 리오 퍼디난드와의 콜 플레이에 실패하며 선취골을 내주었고 전반 막판 에딘 제코의 중거리 슈팅에 허무하게 실점하여 에드윈 판 데르 사르의 후계자로 적합한 선수인가에 대한 논란을 불러일으키게 하였다. (팀은 후반에 크리스 스몰링, 루이스 나니의 두골로 3대2 승리)
또한 WBA 전에서 데뷔전을 치른 그는. 1번의 실수로 셰인 롱에게 동점골을 내주긴 하였지만 그의 마지막 선방에 힘입어 2:1 승리를 거둔다. 경기 후 아직까진 반 데사르의 후계자로선 부족한 평가를 받았었고 토트넘과의 경기에서도 불만족스러운 모습을 보여주며 팀은 3:0 승리를 거두었지만 좋은 평가를 받지 못하였다.
그러나 아스날전에서는 1:0 상황에서 로빈 판 페르시의 페널티킥을 선방하였고 그의 선방에 힘입어 무려 8:2라는 대승을 거둔다. 그는 첼시, 스토크 시티, 리버풀전에서도 신들린 선방을 보여주었다. 리버풀과의 경기 종료 후 그는 각종 언론사에서 선정한 이주의 베스트 11에 선정되기도 했다.
그러나 블랙번 로버스 FC와의 프리미어리그 19라운드 박싱데이 일전에서 후반 35분에 그랜트 핸리에게 결승골을 내주는 과정에서 펀칭 미스를 범하였고 그는 이후 경기에서는 안데르스 린데가르트에게 자리를 내주었다. 하지만 맨유의 퍼거슨 감독은 아직 데 헤아가 넘버 원 키퍼라며 그에게 신뢰를 보냈다.
그는 리버풀과의 FA컵 경기에 간만에 선발 출전했지만 다닐 아게르의 골 장면에서 여전히 공중볼에 취약한 모습을 보였고 디르크 카윗의 결승골 장면에서는 판단 미스를 범하며 제2의 파비앵 바르테즈가 아니냐는 의문 부호가 붙게 만들었다.
주중 경기인 23라운드 스토크 시티전에서는 배탈 증세로 결장하여 벤 아모스 골키퍼가 대신 출전하였고 주말 첼시전에서는 후반 막판 후안 마타의 프리킥과 게리 케이힐의 중거리 슈팅을 막아내며 다시 찬사를 받기도 하였다. 퍼거슨 감독은 경기 후 인터뷰에서 마타의 프리킥을 막아낸 것은 믿을 수 없는 일이다. 그야말로 환상적인 선방이었다며 찬사를 보냈다.
이어 리버풀, 아약스과의 유로파리그 1,2차전, 노리치 시티, 토트넘, 빌바오와의 유로파리그 1,2차전에서는 뛰어난 선방을 보여주며 다시 주전자리를 굳히는데 성공했다.
블랙번 로버스와의 리그 31라운드 경기에서는 전반전에만 3차례의 슈퍼세이브를 보여주며 팀의 2-0 승리에 큰 공헌을 했다. 무리뉴 감독은 데 헤아가 맨유를 구해냈다고 하며 그를 칭찬했다.
그는 잔여 경기에도 모두 선발로 출전하였지만 맨유에서 첫 타이틀에는 실패하였다.

#### 2012-13 시즌
2012 런던 올림픽 스페인 축구 국가대표팀에 소집된 데 헤아는 FC 바르셀로나와의 프리시즌 경기에 합류해 좋은 경기력을 보여주며 새 시즌에 대한 기대감을 높혔다.
에버튼 FC와의 리그 1라운드와 풀럼 FC와의 리그 2라운드에서 그는 신들린 선방을 보여주었으나 풀럼전에서 후반전에 고질적인 펀칭 미스로 인해 실점을 내준 후 3라운드 사우스햄튼 FC과의 경기에서는 그를 대신해 린데가르트가 대신 출전하였다.
이후 리그 4라운드 위건 애슬레틱 FC전에도 결장했으나 UEFA 챔피언스리그 32강 1차전 갈라타사라이 SK전에 선발로 출전하여 멋진 세이브를 보여주며 알렉스 퍼거슨 감독이 챔피언스리그 100승을 차지하는데 일조했다.
라이벌 리버풀과의 리그 5라운드에서도 역시 결장했고 6라운드 토트넘전에서도 결장했으나 챔피언스리그 32강 2차전 CFR 클루이전에 선발 출장하여 막판에 두차례 멋진 선방을 보여주었다.
이후 뉴캐슬 유나이티드 FC전에 선발로 나와 5경기만에 리그 복귀전을 치렀다. 뎀바 바의 제공권에 시달리긴 했지만 후반전에 파피스 뎀바 시세의 결정적인 헤딩슛을 막아내며 무실점을 이끌었다.
리그 12라운드 노리치 시티전에서는 사랑니 발치로 린데가르트가 대신 선발로 나왔으며 리그 15라운드 레딩 FC전까지 결장하였으나 맨체스터 시티 FC와의 맨체스터 더비전에서 복귀하여 환상적인 선방을 보여주며 3-2 승리를 이끌었다.
리그 23라운드 토트넘 원정에서 데 헤아는 수차례 선방으로 맨유를 위기에서 구해냈으나 막판에 펀칭 미스로 인해 클린트 뎀프시에게 통한의 동점골을 내주며 1-1 무승부에 그치자 또 다시 그의 실력이 도마 위에 올랐고 맨유의 레전드였던 게리 네빌(현 축구 해설)은 경기 종료 후 데 헤아를 비판하기도 했다. 그러나 퍼거슨 감독은 데 헤아를 비판하는 사람은 멍청이라며 그를 감쌌으며 맨유의 전설적인 골키퍼 페테르 슈마이켈은 데 헤아가 아니었다면 4골은 실점했을 것이라며 그를 옹호했다.
데 헤아는 24라운드 사우스햄튼과의 홈 경기에서 전반 3분에 제이 로드리게스에게 골을 내주는 과정에서 마이클 캐릭과의 호흡 미스로 인해 실점을 내주었으나 후반전에 리키 램버트의 프리킥을 선방하며 2-1 승리에 공헌했다.
이후 25라운드 1-0으로 승리한 풀럼 원정에서 데 헤아는 안정감 있는 모습을 보여주었고 그는 경기 종료 후 맨유 공식 홈페이지에서 선정한 팬 투표에서 1위를 차지하며 비난 여론을 잠재웠다.
UEFA 챔피언스리그 16강 1차전 레알 마드리드 FC 원정에서 데 헤아는 수차례 선방을 보여주며 1-1 무승부를 거두는데 일조하였다. 특히 후반전 파비우 코엔트랑의 슈팅을 발로 막아내는 진귀명귀한 선방은 이 경기의 하이라이트였고 무리뉴 감독은 그는 3~4차례 탑클레스 선방을 보여주었고 매 경기 성장하고 있다며 그를 극찬하였다. 레알은 2차전에서 후반전에 루이스 나니의 퇴장으로 쉬운 경기를 펼쳤고 결국 16강에서 승리를 하였다.
데 헤아는 FA컵 8강전 첼시와의 경기에서 2-2로 팽팽하게 맞서던 후반 막판 후안 마타의 결정적인 골 찬스를 막아내며 맨유를 탈락 위기에서 구해냈다.(재경기에서는 첼시가 1-0으로 승리하여 4강에 진출함.)
데 헤아는 2014 브라질 월드컵 지역 예선 핀란드,프랑스와의 대결을 앞두고 있는 스페인 국가대표에 선발되었다. 경기에는 뛰지 못하였고 카시야스의 대체자로 선정된 데 헤아였지만 본인에게는 큰 의미가 있는 국가대표 소집이었다. 이후 선더랜드 FC 원정에서 선발로 출전했는데 후반전에 팀 동료 네마냐 비디치와 충돌하여 경미한 부상을 입었으나 이를 딛고 리그 6경기 연속 클린시트를 기록했다.
이후 퍼거슨 감독은 가디언과의 인터뷰에서 올 시즌 중반 이후까지 팀이 꾸준히 수비에 약점을 보였으나 데 헤아는 달랐다고 평가했으며 그는 다음 시즌에 더 잘할 것이다 라는 코멘트를 하며 그를 주전 수문장으로 인정했다.
데 헤아는 팀이 34라운드 아스톤 빌라 FC전에서 승리를 거둠에 따라 맨유에서 첫 리그 타이틀을 거머쥐었다. 그는 PFA 올해의 베스트 일레븐에 골키퍼 부분에 선정되었고 그의 팀 동료인 리오 퍼디난드와 마이클 캐릭이 부분에 이름을 올림에 따라 맨유는 최다 선수 배출팀이 되었다.
데 헤아는 11.5%의 득표율로 로빈 판 페르시, 마이클 캐릭에 이어 맨유팬들이 선정한 올해의 선수 3위에 랭크되었다.

#### 2013-14 시즌
올 시즌에는 팀의 성적이 좋지 않지만, 3월에 열린 웨스트 브롬위치 알비온과 웨스트햄 유나이티드와의 리그 경기에서 클린시트(무실점 경기)를 기록하였으며, 올림피아코스와의 유럽챔피언스리그 16강 2차전 때, 팀을 구해내는 2번의 슈퍼세이브로 팀의 8강 진출을 이끌었다.
데 헤아는 들쭉날쭉한 경기력을 보이는 와중에도 19번의 클린시트를 기록하는 등 준수한 활약을 바탕으로 웨인 루니(34%), 필 존스(5%)를 제치고 61%의 압도적인 득표율을 기록하며 3월의 선수로 선정되었다. (맨유 3월의 선수 팬 투표 1위 : 데 헤아(61%), 2위 : 웨인 루니(34%), 3위 : 필 존스(5%))
그리고, 팬들의 투표로 선정하는 ‘올해의 맷 버스비 플레이어상’을 받은 데 이어 동료 선수들이 뽑은 ‘올해의 선수상’까지 휩쓸며 맨유 올해의 선수 2관왕을 차지했다.
데 헤아는 팬 투표 결과에서 54%의 높은 지지를 받으며 웨인 루니(26%)와 아드난 야누자이(5%)를 제치고 올 시즌 최고 선수에 선정되었다.

#### 2014-15 시즌
8월 16일에 열린 스완지 시티와의 리그 홈 개막전에 선발 출전하였으나, 기성용과 질피 시구르드손에게 골을 헌납하여 1-2로 패하였고, 평점 5점을 받아 이날 선발 출전하고도 45분 만에 교체된 공격수 치차리토(5점)에 이어 가장 낮은 점수를 받았다. '데일리 메일'은 '(기성용에게 허용한) 첫 실점은 어쩔 수 없었지만, 두 번째 골은 막을 수도 있었다'며 데 헤아의 활약에 아쉬움을 나타냈다.
2014년 8월 19일, 영국 북서부지방 클럽을 대상으로 최고의 선수를 뽑는 노스웨스트 어워드 프리미어리그 부문 후보에 선정되었다.
2014년 10월 5일에 열린 에버턴 홈 경기에서 레이턴 베인스의 PK를 선방한 데 이어 두 차례 결정적인 선방쇼를 펼쳐 2-1 승리를 지켜낸 데 헤아는 영국 스포츠전문매체인 스카이스포츠로부터 양 팀 통틀어 가장 높은 평점 9점을 받으며 활약을 인정받았다. 더불어 스카이스포츠는 데 헤아에게 "월드클래스 활약이다"며 "베인스의 페널티킥을 막아내고 경기 막판 두 차례의 중요한 공격을 막았다"고 밝혔다. 이날 데 헤아의 맹활약으로 맨유는 리그 3승2무2패 승점 11점으로 리그 4위에 올랐다.
뒤이어 10월 27일 새벽(한국시각)에 열린 첼시와의 홈 경기에서 같은 아틀레티코 마드리드 출신 골키퍼인 티보 쿠르트와와의 선방 대결로 화제를 모은 경기였다. 비록 첼시의 코너킥 상황에서 디디에 드록바에게 실점했지만, 전반 40분 오스카의 패스를 받아 드록바가 날린 오른발 슈팅을 선방해내며 무실점으로 골문을 지킨데 이어 후반 6분에는 에당 아자르가 때린 결정적 슈팅을 선방하였다. 데 헤아의 선방덕분에 팀은 후반 추가시간에 터진 판 페르시의 골 덕분에 1-1 무승부를 거두었다.
11월 2일에 열린 맨체스터 더비에서는 맨체스터 시티를 상대로 슈퍼 세이브 행진을 벌였지만, 전반 38분 스몰링의 퇴장과 후반 들어 마르코스 로호가 어깨 부상으로 교체아웃되며 위기를 맞았고 결국 후반 17분 세르히오 아구에로에 선제골을 허용하며 무너졌다. 비록 팀은 패했지만 데 헤아는 이날 16차례 슈팅을 퍼부은 맨시티 공격진을 상대로 단 1실점만을 허용하며 5차례 슈퍼 세이브를 기록했다.
그 이후, 중요한 경기마다 최고의 슈퍼세이브를 보인 데 헤아는 맨유 팬들이 뽑는 10월 투표에서 1위를 차지하였다.(맨유 10월의 선수 팬 투표 1위 : 데 헤아, 2위 : 마루앙 펠라이니, 3위 : 앙헬 디 마리아)
그리고, 데 헤아는 지난 9일(한국시간) 1-0으로 승리한 크리스탈 팰리스와의 잉글랜드 프리미어리그(EPL) 11라운드에 출전해 무실점 경기를 펼쳐 50번째 클린시트를 기록하면서 파비앵 바르테즈와 함께 역대 맨체스터 유나이티드 골키퍼 무실점 순위 10위에 올랐다.
그 이후, 데 헤아는 2개월 연속 맨유의 최고의 선수에 선정되었는데 7일 공식 홈페이지를 통해 "데 헤아가 11월의 선수로 뽑혔다"고 전했다. 데 헤아는 웨인 루니와 마루앙 펠라이니를 따돌리고 11월 맨유 최고의 선수를 차지했다.
10월에도 수상의 영광을 안았던 데 헤아는 지난해 2월과 3월에 이어 두 번째로 2개월 연속 수상의 기쁨을 누렸다. 데 헤아는 2011년 여름 맨유에 합류한 뒤 총 7번이나 이 상을 거머쥐며 팀 내 최다 수상자가 됐다.
데 헤아는 2014년 12월 14일에는 레즈 더비라고 하는 리버풀과의 홈 경기에서 8개의 유효 슈팅을 막아내는 등, 미친 선방을 선보여 팀의 무실점 승리에 기여하였으며, 이날 경기에서 맨유는 리버풀을 3-0으로 꺾고 프리미어 리그 3위 자리를 굳건히 지켜 현재 리그 선두 첼시를 승점 3점, 2위 맨체스터 시티를 승점 5점 차로 추격하는 발판을 마련하였고, 팀 동료와 판 할 감독으로부터 극찬을 받았다. 데 헤아는 이날 활약상을 인정받아 골을 기록한 루니·마타·판 페르시 등을 제치고 87%의 압도적 득표율로 경기 최고 선수(Man Of the Match)로 선정됐다.
과거 맨유의 레전드였던 리오 퍼디난드와 올레 군나르 솔샤르도 데 헤아의 이러한 활약상에 극찬을 보냈고, 과거 맨유의 수문장으로 활약했던 페테르 슈마이켈도 “데 헤아가 다시 한 번 해냈다. 그라운드 위에 있는 선수 중 최고였다”라고 매우 칭찬했다.
그 후, 데 헤아는 리버풀전의 활약을 바탕으로 팀 동료인 마타와 판 페르시와 함께 잉글리시 프리미어리그(EPL) 16라운드 베스트11에 이름을 올렸다.
그리고, 4월 26일에 발표한 2014-15 PFA 올해의 팀 베스트 11 GK부문에 이름을 올렸다. (PFA 선정 올해의 선수 부문 3위 기록)
데 헤아는 5월 10일 새벽(한국시각)에 열린 크리스탈 팰리스와의 원정 경기에서 잇따른 슈퍼세이브 활약 속에 2-1 승리를 이끈데다 챔피언스리그 미지노선 순위인 4위를 지켜내는 전과를 세웠다. 아스널의 레전드 티에리 앙리는 “골키퍼로서 승점을 얻는 것은 쉽지 않은 일이다. 하지만 데 헤아는 해냈다. 그는 팰리스의 결정적인 슈팅들을 막아냈다. 이번 시즌 내내 데 헤아가 얼마나 많은 선방들을 보여줬나”라고 극찬하였고, 반 할 감독도 "데 헤아도 필요할 때 놀라운 선방을 펼치며 큰 도움을 줬다"고 데 헤아에게 찬사를 아끼지 않았다.
그러나, 데 헤아는 5월 18일(한국시각)에 열린 아스날과의 홈 경기에서 후반 28분, 햄스트링 부상으로 인하여 빅토르 발데스와 교체 아웃되었다. 결국 팀은 1-1 무승부를 거두었고, 챔피언스리그 본선 진출에 실패하였다.
그 후, 데 헤아는 이번 시즌 레알 마드리드 이적설 속에서도 신 들린 선방을 선보이는 맹활약 속에 팬 투표를 통해 뽑은 맨유 올해의 선수로 선정되었으며, 13-14 시즌에 이어 2년 연속 수상의 영광을 안았다.
5월 24일(한국시각)에 있었던 헐 시티와의 리그 최종전 경기에서는 아스날과의 홈 경기에서 입은 부상으로 인하여 결장하였고, 발데스가 대신 출전함에 따라 14-15 시즌을 마감하였다.

#### 2015-16 시즌
15-16 시즌을 앞두고, 데 헤아는 카시야스의 대체자를 찾고 있던 레알 마드리드의 러브콜을 수없이 받았고, 계속된 이적설과 집중력 부족으로 인하여 8월 8일에 있었던 토트넘과의 리그 개막전 경기에 결장하였고, 그의 자리는 올 시즌에 팀에 합류한 세르히오 로메로가 지켰다.
더불어 8월 15일(한국시각 새벽)에 있었던 아스톤 빌라와의 원정 경기를 앞두고, 또다시 결장하여 2군으로 내려갔으나, 하루 만에 1군으로 복귀하였다.
영국 BBC는 14일(이하 한국시간) 기사를 통해 “데 헤아가 빌라와의 프리미어리그 2차전 명단에서 빠져 깜짝 놀랐다. 공식 경기에 출전을 희망하는데 이번주 내내 리저브 팀(2군)에서 훈련했다”고 보도하였다.
하지만, 계속되는 레알 마드리드의 이적설로 인하여 8월 22일에 열린 뉴캐슬과의 리그 3라운드 경기에도 또다시 결장하였다.
9월 1일에는 레알 마드리드와 케일러 나바스를 포함시킨 트레이드 형식의 이적 협상을 끝냈으나, 이적과 관련된 서류 제출 마감 시간(프리메라리가 이적 시장은 마감 시한인 9월 1일 오전 8시를 넘겨버리는 바람에 무산되었고, 결국 맨유에 잔류하였다.
그 이후, 9월 12일에 맨유와 1년 연장 옵션을 포함한 4년 재계약 체결을 공식 발표함으로써 2019년까지 맨유에 잔류하게 되었다.
뒤이어 9월 13일(한국새벽)에 열린 리버풀과의 경기에서 본인의 리그 첫 선발출전하였고, 팀을 3-1 승리를 이끌었다.
그 이후로 계속 주전 골키퍼로 뛰고 있으며, 1월 13일(한국시각)에 있었던 뉴캐슬과의 리그 21라운드 경기에서 맨유 통산 200경기 출전을 달성하였다.
2월 13일(한국시각)에 열렸던 선덜랜드와의 원정 경기에서 후반 종료 8분을 남겨둔 상황에서 자책골을 기록하였고, 팀은 선덜랜드 원정에서 20년 만에 패배하여 4위권 진입이 어려워졌다. 경기 후 축구통계전문사이트 '후스코어드닷컴'은 데 헤아에게 양 팀 통틀어 최저 평점인 5.9점을 부여하였다.
데 헤아는 2월 19일 오전 3시(한국시간) 덴마크 헤르닝에 위치한 MCH아레나에서 2015-16 UEFA 유로파리그 32강 1차전 FC 미틸란과의 경기 전, 훈련 과정에서 무릎 부상을 당해 경기를 뛰지 못했고, 그 자리를 로메로가 대신 출전했지만 1-2 패배를 당했다.
그 후, 데 헤아는 부상에서 복귀하여 지난 3월 11일 안필드에서 열린 2015/2016 유럽축구연맹(UEFA) 유로파리그에서 맨유의 패배에도 선방쇼를 펼쳤다. 그리고, ESPN이 선정한 2015-16 EPL 골키퍼 1위로 선정되었다.
그리고, 5월 3일(한국시간)에는 영국 언론 `스카이 스포츠`로부터 맨유의 올해의 선수상을 수상했으며, 3년 연속 맨유의 올해의 선수에 선정되는 영광을 누렸다.
더불어 5월 16일(한국시간)에 발표된 BBC 선정 잉글리시 프리미어리그(EPL) 올해의 팀 골키퍼 부문에 선정되었다.
그 후, 5월 18일(한국시각 새벽)에는 폭발물 사건으로 미뤄진 본머스와의 최종전에서 생애 첫 프리미어리그 골든 글러브 수상을 눈 앞에 두고 있었으나, 크리스 스몰링의 자책골로 인하여 무실점 경기는 끝내 15경기로 막을 내렸고, 골든 글러브 상은 페트르 체흐(무실점 경기 : 16경기)에게 내주고 말았다.
그러나 5월 22일(한국시각 새벽)에 열린 FA컵 결승에서 이기며 우승하게 되었다.

#### 2016-17 시즌
지난 여름부터 계속 레알 마드리드에 러브콜을 받아왔지만 조세 무리뉴 감독의 선임으로 잔류를 선언하자, 레알은 결국 데 헤아의 영입을 포기했다.
그 후, 2016년 8월 8일(한국시각)에 있었던 레스터 시티와의 FA 채리티/커뮤니티 실드 경기에서 우승을 차지하였다.
2016년 10월 18일(한국시각)에 있었던 리버풀과의 노스웨스트 더비 경기에서 선방쇼를 보여 맨유를 구하는 맹활약을 펼쳐 평점 7.4점을 받았다. 그 후, ESPN FC는 “데헤아의 뛰어난 세이브로 맨유는 2005년 9월 이후 리버풀전 27경기 만에 처음으로 0-0으로 경기를 마쳤다”고 평가했다. 영국 일간지 가디언은 “데 헤아가 리버풀전 무승부를 이끌었다”며 “거의 골이나 다름없었던 슛을 막아내며 자신의 능력을 입증했다”고 극찬했다.
2017년 1월 3일(한국 시간) 영국 런던 올림픽 스타디움에서 열린 2016-17시즌 프리미어리그(EPL) 20라운드 웨스트햄 유나이티드와 경기에서 동물적인 감각으로 슈퍼세이브를 선보여 2-0 승리에 일조하였다. 경기 후, 주제 무리뉴 감독은 웨스트햄 유나이티전 종료 휘슬이 울리자마자 데 헤아에게 곧장 다가가 큰 포옹을 해주었으며, “데 헤아가 골문을 든든히 지켜 승리할 수 있었다. 클린시트는 데 헤아의 선방이 있어서 가능했다”고 말했다. 덤으로 이 날 경기에 출전한 데 헤아는 맨유 소속으로 250번째 경기에 출전하였다.
그리고, 2017년 2월 27일(한국시각) 팀을 EFL컵 우승에 일조하였다.
그 후, 데 헤아는 2017년 4월 24일(한국시간) 열린 2016/17시즌 잉글리시 프리미어리그 34라운드 번리와의 경기에서 무실점을 기록함으로써 EPL 최연소 클린시트 100회 달성한 골키퍼가 됐다.

#### 2017-18 시즌
데 헤아는 2017년 9월 13일 오전 3시 45분(한국시간) 영국 맨체스터에 위치한 올드 트래포드에서 열린 FC 바젤과의 2017-18 유럽챔피언스리그 A조 조별리그 1차전 경기에서 무실점 경기를 일조하였으며 맨유 유니폼을 입고 100번째 클린시트를 기록했으며, 2017년 9월 18일(한국시간)에 있었던 에버턴과의 홈 경기에서 본인의 맨유 통산 100번째 클린시트를 기록하였다.
2017년 12월 3일(한국시각) 영국 런던 에미레이츠 스타디움서 열린 아스날과의 EPL 15라운드 원정경기에서 33슈팅을 기록한 아스날의 공격을 14세이브로 틀어막아 맨체스터 지역지 ‘맨체스터 이브닝 뉴스’로부터 평점 10점 만점을 부여했다. 더불어 영국 언론 스카이 스포츠로부터 9점을, 통계 전문 '후스코어드 닷컴'으로부터 9.2점을 부여받았다.
2018년 2월 4일 오전 0시(한국 시간) 영국 맨체스터의 올드 트래포드에서 열린 2017-18시즌 잉글랜드 프리미어리그(EPL) 26라운드 허더즈필드와 경기를 통해 300경기 출전을 달성하였고, 15번째 클린시트를 기록했으며, 2017/2018 시즌 클린시트 순위에서 얀 오블라크와 18회로 공동 1위를 차지하였다.
2018년 2월 22일 오전 4시 45분(한국시간) 스페인 세비야에 위치한 라몬 산체스 피스후안에서 열린 2017-18 유럽축구연맹(UEFA) 챔피언스리그(UCL) 16강 1차전 세비야 원정 경기에서 무려 95.5%에 달하는 슈퍼세이브를 선보여 0-0 무승부를 이끌었고, BBC와 스카이스포츠로부터 MOM에 선정되었다. 그리고, 이 날 경기에서 데 헤아는 반 데 사르 이후 (2011년 5월), 무려 7년 만에 8개의 선방을 기록하였다.
그리고, 2018년 4월 18일(한국 시간) 잉글랜드 프로축구선수협회(PFA)로부터 올해의 팀 베스트 11에 선정되었다. 이 날, 베스트 11에 선정된 데 헤아는 12-13 시즌을 시작으로 14-15 시즌부터 17-18 시즌까지 4연속 연속 최고의 골키퍼로 선정되었으며, 통산 다섯 번째 최고 골키퍼로 선정됐으며, 2018년 4월 19일 오전 3시 45분(한국시간) 영국 본머스 바이탈리티 스타디움에서 열린 2017-18 리그(EPL) 35라운드에서 본머스와의 경기에서 2-0 무실점 승리를 이끌어냈다. 그리고, 데 헤아는 이번 시즌 21경기에서 무실점 기록을 달성하였다. 스포츠 분석 업체 옵타 스포츠에 따르면 “2017/2018시즌 데 헤아는 모든 대회를 통틀어 21회 클린시트를 기록했다. 맨유에서 보낸 시즌 중 가장 많은 클린시트”라고 전했다. (이전 기록은 2013/2014시즌 본인의 한 시즌 최다 선방 20회다.)
그리고, 2018년 5월 2일(한국시간)에는 맨유 올해의 선수 선정되었으며 통산 4회 수상하였고, 2018년 5월 11일 오전 3시 45분(한국시간) 영국 런던 스타디움에서 열린 웨스트햄과의 2017/2018 잉글리시 프리미어리그(EPL) 31라운드 순연 경기에서 리그 18경기 무실점을 기록하여 생애 첫 골든 글러브 수상을 확정하였다. (맨유 소속 골키퍼로는 반 데 사르 이후, 9년 만의 수상이며, 스페인 골키퍼가 골든글러브를 받는 건 2009-2010시즌 페페 레이나(당시 리버풀) 이후 처음이다.)

#### 2018-19 시즌
데 헤아는 러시아 월드컵에서의 활약은 미비했지만 25일 오전 2시 30분(이하 한국시간)에 2018 FIFA-FIFPro 베스트11 GK 부문에 선정되었다.
그 후, 2019년 1월 14일(한국시간 새벽)에 있었던 토트넘과의 원정 경기에서 11개에 달하는 슈팅을 막아내어 팀의 1-0 승리를 이끌어냈다. 데 헤아는 경기 후, 통계사이트 후스코어드닷컴으로부터 경기 평점 9.1을 받았으며, 영국 'BBC"로부터 "데 헤아는 분명히 지구인이 아니다"라며 평가 받았다.
그리고, 2019년 2월 24일(한국시간)에 리버풀을 상대로 0-0 무승부를 거두었지만, 맨유 소속 골키퍼로는 피터 슈마이켈에 이어 두 번째로 EPL에서 100번째 무실점 경기를 달성했으며, EPL 7호 기록이다.

#### 텐 하흐 체제 이후
새로 부임한 텐하흐 감독이 데 헤아는 남을것이라고 하였지만 체제 하에 살아남으려면 스위핑 능력과 빌드업을 개선 해야할 필요성이 있다.
프리시즌 리버풀와의 경기에서 선발 출전하여 루이스 디아스의 슈팅을 막아내는 등 좋은 모습을 보였으며, 패널티 박스를 비우고 여러 차례 나오며 스위핑 능력도 보여주었다. 후반전에 부상으로 톰 히턴과 교체되었다.
하지만 EPL 2R 브렌트포드전 최악의 모습을 보여주어 0-4 대패의 빌미를 제공하고 말았다.
그 후, EPL 11R 뉴캐슬전에 선발 출전하면서 맨유 소속으로 500경기에 출전하는 대기록을 달성하였다. 맨유 소속 골키퍼로는 두 번째이며 전체적으로 안정적인 경기력을 보여주었으나 팀은 무승부를 거두었다. 맨유는 데 헤아에게 숫자 500이 마킹되어 있는 유니폼과 골키퍼 장갑을 선물 하였다.
그리고, EPL 23R 리즈 유나이티드와의 경기를 통해 프리미어리그 통산 400번째 경기를 달성하였으며, 아일랜드를 제외하고 PL에서 하나의 클럽에서만 400경기를 출전한 첫번째 외국인 골키퍼다.
2023년 1월 7일에 열린 에버턴과의 FA컵 경기에서 3-1로 승리를 거뒀지만, 치명적인 실수로 동점골까지 내준 일로 로이 킨의 분노를 사기도 했다.
2023년 2월 19일(한국시간)에 레스터 시티와의 경기에서 클린 시트를 달성하였고 이날 무실점으로 2011년 맨유 입단 이래 180번째 무실점 경기를 치렀다. 이를 통해 피터 슈마이켈과 동률을 이루며 역대 무실점 경기 공동 1위로 올라섰다.
2022-23 시즌을 끝으로 맨유와의 계약이 끝나는 데 헤아는 재계약을 통해 맨유 잔류를 희망하고 있지만, 사우디 진출과 스페인 복귀 등에 맞물리는 등 재계약 소식이 없었고, 결국 구단과 연장하지 않고 FA 신분이 되었다.

## 피오렌티나
2023-24 시즌을 자유 계약 선수로 보낸 데 헤아는 2024년 8월 9일 세리에 A의 피오렌티나로 이적하였다

## 국가대표 경력
스페인 U-17 대표팀에서 활동하였으며 스페인이 2007년 FIFA U-17 월드컵 준우승과 2007년 UEFA U-17 선수권 대회에서 잉글랜드를 물리치고 우승을 차지하는 것을 도왔다. 그는 부상으로 인해 유로 2012에는 출전하지 못했고, 2012년 하계 올림픽에 출전하였으나 전패로 예선 탈락했다.
이케르 카시야스의 부상으로 인해 골키퍼쪽 자원이 다소 얇아진 비센테 델 보스케 감독은 카시야스의 대체자로 데 헤아를 선발하였다. 데 헤아는 2014 브라질 월드컵 지역 예선 핀란드, 프랑스와의 대결에 출전하지는 못했고 두 경기 모두 빅토르 발데스가 골문을 지켰다.
그 후, 발데스가 리그 경기 도중 부상으로 인하여 월드컵 출전이 좌절되자, 발데스를 대신하여 2014년 FIFA 월드컵 최종 명단에 포함되어 처음으로 A대표팀에 발탁되었다. 데 헤아는 2014년 6월 8일에 미국 워싱턴 D.C.에서 열린 엘살바도르와의 친선 경기에서 이케르 카시야스와 교체 출전하면서 데뷔했는데, 스페인은 엘살바도르에 2-0 승리를 기록했다. 그러나, 데 헤아는 다리 부상(근육 염좌)으로 인하여 월드컵 조별 예선에서 열린 한 경기도 출전하지 못하였다. 결국, 스페인은 월드컵 조별예선(B조)에서 1승 2패를 기록하며 16강 진출에 실패하였다.
그 이후, 13일 새벽(한국시간) 열린 룩셈부르크와의 유로 2016 예선 원정경기에서 선발 골키퍼로 나서 팀의 4-0 승리를 이끌어 무난한 국가대표 데뷔전을 치렀다. 데 헤아는 4월 1일(한국시간) 암스테르담 아레나에 있었던 네덜란드의 A매치 평가전에 선발 출전하였지만, 0-2로 패하였다.
그리고, 9월 9일(한국시간) 마케도니아 스코피 필립 2세 아레나에서 벌어진 마케도니아와 2016 유럽축구선수권(유로 2016) C조 8차전 원정경기에 선발로 나서 90분 동안 골문을 든든히 지켜 1-0 승리를 이끌었고, 10월 13일(한국시각)에 벌어진 우크라이나와의 유로예선 C조 경기에서 27개의 슈팅 중 11개의 유효 슈팅을 막는 선방쇼를 선보여 1-0 승리를 이끌었다.
2016년 3월 25일(한국시간)에 있었던 이탈리아 우디네세 다치아 아레나에서 열린 이탈리아와 친선경기에서 1-1 무승부를 거둬 스페인은 A매치 연승을 7경기에서 멈췄고, 데 헤아의 무실점도 6경기에서 끝났다.
2016년 6월 13일(한국시간)에는 유로 2016 체코와의 D조 예선 첫 경기에서 데 헤아는 대회 개막 전에 있었던 성폭행 혐의 사건 속에서도 선발 출전하여 후반 42분 피케의 결승골을 기록한 스페인의 1-0 승리를 이끌어냈으며 델 보스케 감독의 신뢰를 받았다.
2016년 6월 18일(한국시간)에는 터키와의 유로 2016 D조 예선 두 번째 경기에 출전하여 3-0 승리를 이끌었고, 지난 2014년 룩셈부르크전에서 A매치 데뷔전을 치른 데 헤아는 대표팀 평가전을 제외한 5번의 공식 경기에서 무실점을 기록했으며(평가전 6경기 6실점), 시간으로 환산하면 무려 450분 무실점이다. 이 기록은 잉글랜드 전설인 고든 뱅크스가 가진 무실점 기록(445분)을 데 헤아가 450분의 무실점을 기록하며 넘어섰다.

## 그 외
데 헤아는 2011년 9월 29일에 스페인에서 온 사촌, 친구들과 맨체스터의 한 대형마트를 찾아 크리스피 도넛을 먹다가 계산을 하지 않고 나가는 것을 CCTV에 포착되었고, 그 장면을 목격한 경비원들에게 붙잡혔다.
데 헤아는 4일 영국 대중지 ‘더 선’을 통해 이번 사건은 스페인에서 온 사촌, 친구와 함께 마트에 갔다가 도넛을 먹은 후, 다른 물건을 사려는데 지갑이 없다는 사실을 알았고, 그걸 가지러 자동차에 갔다가 이런 일이 생겨 오해에서 비롯된 해프닝이라고 해명하였다.
그 후, 데 헤아는 3개월간 슈퍼마켓 출입 금지 처분을 받았고, 경기 도중 상대팀 관중이 경기장 안에 도넛을 던지기도 하였다.
지난 유로 2016을 앞두고 성폭행 혐의에 휘말렸으나, 목격자들의 의견 불일치로 인해 무죄 판결을 받았다.
과거 아틀레티코 마드리드 소속으로 있던 시절에, 클레베르 산타나와는 라커룸을 함께 사용한 사이였으며, 2016년 11월 29일(한국시각)에 브라질 축구 클럽팀 샤페코엔시 선수들이 탑승한 전세기가 콜롬비아 메데인 인근에서 추락사고를 당하자, SNS를 통해 애도하였다.
데 헤아는 2018년 6월 28일 대구 FC 공식 페이스북에 올라온 조현우의 인터뷰 영상에 좋아요를 눌러 조현우에 대한 관심을 드러내기도 하였다.
데 헤아는 2020년 3월 27일(한국시간) 스페인 마드리드의 지역단체에 코로나19 위해 익명으로 30만 유로(4억 원)를 기부하였다.

## 출전 통계
2023년 6월 3일 기준
| 클럽                     | 시즌                     | 리그명                   | 리그 | FA컵 | 리그컵 | UEFA | 기타 | 합계 |
| ------------------------ | ------------------------ | ------------------------ | ---- | ---- | ------ | ---- | ---- | ---- |
| 아틀레티코 마드리드      | 2008-09                  | 세군다 디비시온 B        | 35   | -    | -      | -    | -    | 35   |
| 아틀레티코 마드리드      | 2009-10                  | 라리가                   | 19   | 7    | -      | 9    | -    | 35   |
| 아틀레티코 마드리드      | 2010-11                  | 라리가                   | 38   | 5    | -      | 5    | 1    | 49   |
| 아틀레티코 마드리드 합계 | 아틀레티코 마드리드 합계 | 아틀레티코 마드리드 합계 | 92   | 12   | -      | 14   | 1    | 119  |
| 맨체스터 유나이티드      | 2011-12                  | 프리미어리그             | 29   | 1    | -      | 8    | 1    | 39   |
| 맨체스터 유나이티드      | 2012-13                  | 프리미어리그             | 28   | 5    | 1      | 7    | -    | 41   |
| 맨체스터 유나이티드      | 2013-14                  | 프리미어리그             | 37   | -    | 4      | 10   | 1    | 52   |
| 맨체스터 유나이티드      | 2014-15                  | 프리미어리그             | 37   | 5    | 1      | -    | -    | 43   |
| 맨체스터 유나이티드      | 2015-16                  | 프리미어리그             | 34   | 6    | 1      | 8    | -    | 49   |
| 맨체스터 유나이티드      | 2016-17                  | 프리미어리그             | 35   | 1    | 5      | 3    | 1    | 45   |
| 맨체스터 유나이티드      | 2017-18                  | 프리미어리그             | 37   | 2    | -      | 6    | 1    | 46   |
| 맨체스터 유나이티드      | 2018-19                  | 프리미어리그             | 38   | -    | -      | 9    | -    | 47   |
| 맨체스터 유나이티드      | 2019-20                  | 프리미어리그             | 38   | 1    | 2      | 2    | -    | 43   |
| 맨체스터 유나이티드      | 2020-21                  | 프리미어리그             | 26   | -    | -      | 10   | -    | 36   |
| 맨체스터 유나이티드      | 2021-22                  | 프리미어리그             | 38   | 1    | -      | 7    | -    | 46   |
| 맨체스터 유나이티드      | 2022-23                  | 프리미어리그             | 38   | 6    | 2      | 12   | -    | 58   |
| 맨체스터 유나이티드 합계 | 맨체스터 유나이티드 합계 | 맨체스터 유나이티드 합계 | 415  | 28   | 16     | 82   | 4    | 545  |
| 커리어 합계              | 커리어 합계              | 커리어 합계              | 507  | 40   | 16     | 96   | 5    | 664  |

| 레벨 | 연도 | 출전 |
| ---- | ---- | ---- |
| U-21 | 2009 | 1    |
| U-21 | 2010 | 5    |
| U-21 | 2011 | 11   |
| U-21 | 2012 | 4    |
| U-21 | 2013 | 5    |
| 합계 | 합계 | 26   |
| 성인 | 2014 | 3    |
| 성인 | 2015 | 4    |
| 성인 | 2016 | 11   |
| 성인 | 2017 | 7    |
| 성인 | 2018 | 13   |
| 성인 | 2019 | 3    |
| 성인 | 2020 | 4    |
| 합계 | 합계 | 45   |

2020년 10월 13일 기준

## 수상 경력

### 클럽

#### 아틀레티코 마드리드
- UEFA 유로파리그 : 2009-10
- UEFA 슈퍼컵 : 2010

#### 맨체스터 유나이티드 FC
- 프리미어리그 : 2012-13
- FA컵 : 2015-16
- 리그컵 : 2016-17, 2022-23
- FA 커뮤니티쉴드 : 2011, 2013, 2016
- UEFA 유로파리그 : 2016-17, 준우승 (2020-21)

#### 스페인 국가대표
- UEFA U-17 유로 : 2007
- UEFA U-21 유로 : 2011, 2013
- FIFA U-17 월드컵 : 준우승 (2007)
- UEFA 네이션스리그 : 준우승 (2020-21)

### 개인
- PFA 올해의 팀 : 2012-13, 2014-15, 2015-16, 2016-17, 2017-18
- 프리미어리그 골든 글러브[2] : 2017-18, 2022-23
- 프리미어리그 이 달의 선수 : 22년 1월
- 프리미어리그 이 달의 선방 : 23년 2월
- PFA 팬 선정 이 달의 선수 : 14년 11월
- UEFA U-21 유로 대회 베스트 : 2011, 2013
- UEFA 유로파리그 시즌의 스쿼드 : 2015-16
- FIFA/FIFPro 월드 11 : 2018
- 맷 버스비 경 올해의 선수[3] : 2013–14, 2014–15, 2015–16, 2017–18
- 맨유 올해의 선수[4] : 2013–14, 2014–15, 2017–18, 2021–22